# Red por infrarrojos
Las redes por infrarrojos permiten la comunicación entre dos nodos, usando una serie de leds infrarrojos para ello. Se trata de emisores/receptores de las ondas infrarrojas entre ambos dispositivos, cada dispositivo necesita "ver" al otro para realizar la comunicación por ello es escasa su utilización a gran escala, y para ello utilizan una serie (por lo menos un par) de ledes. 
Esa es su principal desventaja, a diferencia de otros medios de transmisión  inalámbricos (bluetooth, etcétera).

## Uso
Se utiliza principalmente para realizar intercambio de datos entre dispositivos móviles, como PDA's o móviles, ya que el rango de velocidad y el tamaño de los datos a enviar/recibir es pequeño. Adicionalmente, se puede usar para jugar juegos de dos jugadores.

## Otros usos de la tecnología infrarroja
Aunque los infrarrojos  ya no desempeñan un papel importante en la transferencia de archivos de un ordenador al siguiente, siguen siendo una tecnología valiosa en otros campos. Entre ellos están:
•	Visión nocturna. Los infrarrojos amplifican la luz en situaciones de poca luz.
•	Historia del arte. La tecnología IR se utiliza para mirar debajo de las capas de pintura de las obras de arte y ver lo que hay debajo.
•	Calefacción. Los infrarrojos pueden generar y conducir calor. Los infrarrojos son populares en las saunas y en las estaciones de calentamiento de alimentos de los restaurantes.
•	Termografía . La tecnología IR determina la temperatura relativa de los objetos.
•	Pronóstico del tiempo . Los satélites meteorológicos utilizan la tecnología IR para determinar la temperatura y las formaciones de nubes.

## Modo punto-a-punto
Los patrones de radiación del emisor y del receptor deben de estar lo más cerca posible y que su alineación sea correcta. Como resultado, el modo punto-a-punto requiere una línea-de-visión entre las dos estaciones a comunicarse. Este modo, es usado para la implementación de redes Inalámbricas Infrarrojas Token-Ring. El "Ring" físico es construido por el enlace inalámbrico individual punto-a-punto conectado a cada estación

## Modo casi-difuso
Son métodos de emisión radial, es decir que cuando una estación emite una señal óptica, esta puede ser recibida por todas las estaciones al mismo tiempo en la célula.
En el modo casi–difuso las estaciones se comunican entre ellas por medio de superficies reflectantes.
No es necesaria la línea de visión entre dos estaciones, pero sí deben de estarlo con la superficie de reflexión. Además, es recomendable que las estaciones estén cerca de la superficie de reflexión, esta puede ser pasiva o activa. En las células basadas en reflexión pasiva, el reflector debe de tener altas propiedades reflectivas y dispersivas, mientras que en las basadas en reflexión activa se requiere de un dispositivo de salida reflexivo, conocido como satélite, que amplifica la señal óptica. La reflexión pasiva requiere más energía, por parte de las estaciones, pero es más flexible